# Wereldkampioenschappen zwemmen 2025
De wereldkampioenschappen zwemmen 2025 werden van 27 juli tot en met 3 augustus 2025 gehouden in het World Aquatics Championships Arena in Singapore. Het toernooi was onderdeel van de wereldkampioenschappen zwemsporten 2025.

## Kwalificatie
Een land mocht per afstand twee zwemmers afvaardigen wanneer beiden voldaan hadden aan de A-limiet, en één deelnemer wanneer die minstens had voldaan aan de B-limiet. De kwalificatieperiode liep van 9 maart 2024 tot 15 juni 2025. Landen waarvan geen enkele zwemmer aan de limieten had voldaan mochten per sekse twee deelnemers inschrijven voor het toernooi. Een land kon per estafette maximaal één estafetteploeg inschrijven.

## Programma
| S | Series | ½ | Halve finales | F | Finale |

| Ochtendsessie vanaf 10:00 (lokale tijd) | Avondsessie vanaf 19:00 (lokale tijd) |

Mannen
| Onderdeel           | juli/augustus | juli/augustus | juli/augustus | juli/augustus | juli/augustus | juli/augustus | juli/augustus | juli/augustus | juli/augustus | juli/augustus | juli/augustus | juli/augustus | juli/augustus | juli/augustus | juli/augustus | juli/augustus |
| Onderdeel           | 27            | 27            | 28            | 28            | 29            | 29            | 30            | 30            | 31            | 31            | 1             | 1             | 2             | 2             | 3             | 3             |
| ------------------- | ------------- | ------------- | ------------- | ------------- | ------------- | ------------- | ------------- | ------------- | ------------- | ------------- | ------------- | ------------- | ------------- | ------------- | ------------- | ------------- |
| 50m vrije slag      |               |               |               |               |               |               |               |               |               |               | S             | ½             |               | F             |               |               |
| 100m vrije slag     |               |               |               |               |               |               | S             | ½             |               | F             |               |               |               |               |               |               |
| 200m vrije slag     |               |               | S             | ½             |               | F             |               |               |               |               |               |               |               |               |               |               |
| 400m vrije slag     | S             | F             |               |               |               |               |               |               |               |               |               |               |               |               |               |               |
| 800m vrije slag     |               |               |               |               | S             |               |               | F             |               |               |               |               |               |               |               |               |
| 1500m vrije slag    |               |               |               |               |               |               |               |               |               |               |               |               | S             |               |               | F             |
| 50m rugslag         |               |               |               |               |               |               |               |               |               |               |               |               | S             | ½             |               | F             |
| 100m rugslag        |               |               | S             | ½             |               | F             |               |               |               |               |               |               |               |               |               |               |
| 200m rugslag        |               |               |               |               |               |               |               |               | S             | ½             |               | F             |               |               |               |               |
| 50m schoolslag      |               |               |               |               | S             | ½             |               | F             |               |               |               |               |               |               |               |               |
| 100m schoolslag     | S             | ½             |               | F             |               |               |               |               |               |               |               |               |               |               |               |               |
| 200m schoolslag     |               |               |               |               |               |               |               |               | S             | ½             |               | F             |               |               |               |               |
| 50m vlinderslag     | S             | ½             |               | F             |               |               |               |               |               |               |               |               |               |               |               |               |
| 100m vlinderslag    |               |               |               |               |               |               |               |               |               |               | S             | ½             |               | F             |               |               |
| 200m vlinderslag    |               |               |               |               | S             | ½             |               | F             |               |               |               |               |               |               |               |               |
| 200m wisselslag     |               |               |               |               |               |               | S             | ½             |               | F             |               |               |               |               |               |               |
| 400m wisselslag     |               |               |               |               |               |               |               |               |               |               |               |               |               |               | S             | F             |
| 4 × 100m vrije slag | S             | F             |               |               |               |               |               |               |               |               |               |               |               |               |               |               |
| 4 × 200m vrije slag |               |               |               |               |               |               |               |               |               |               | S             | F             |               |               |               |               |
| 4 × 100m wisselslag |               |               |               |               |               |               |               |               |               |               |               |               |               |               | S             | F             |

Gemengd
| Onderdeel           | juli/augustus | juli/augustus | juli/augustus | juli/augustus | juli/augustus | juli/augustus | juli/augustus | juli/augustus | juli/augustus | juli/augustus | juli/augustus | juli/augustus | juli/augustus | juli/augustus | juli/augustus | juli/augustus |
| Onderdeel           | 27            | 27            | 28            | 28            | 29            | 29            | 30            | 30            | 31            | 31            | 1             | 1             | 2             | 2             | 3             | 3             |
| ------------------- | ------------- | ------------- | ------------- | ------------- | ------------- | ------------- | ------------- | ------------- | ------------- | ------------- | ------------- | ------------- | ------------- | ------------- | ------------- | ------------- |
| 4 × 100m vrije slag |               |               |               |               |               |               |               |               |               |               |               |               | S             | F             |               |               |
| 4 × 100m wisselslag |               |               |               |               |               |               | S             | F             |               |               |               |               |               |               |               |               |

Vrouwen
| Onderdeel           | juli/augustus | juli/augustus | juli/augustus | juli/augustus | juli/augustus | juli/augustus | juli/augustus | juli/augustus | juli/augustus | juli/augustus | juli/augustus | juli/augustus | juli/augustus | juli/augustus | juli/augustus | juli/augustus |
| Onderdeel           | 27            | 27            | 28            | 28            | 29            | 29            | 30            | 30            | 31            | 31            | 1             | 1             | 2             | 2             | 3             | 3             |
| ------------------- | ------------- | ------------- | ------------- | ------------- | ------------- | ------------- | ------------- | ------------- | ------------- | ------------- | ------------- | ------------- | ------------- | ------------- | ------------- | ------------- |
| 50m vrije slag      |               |               |               |               |               |               |               |               |               |               |               |               | S             | ½             |               | F             |
| 100m vrije slag     |               |               |               |               |               |               |               |               | S             | ½             |               | F             |               |               |               |               |
| 200m vrije slag     |               |               |               |               | S             | ½             |               | F             |               |               |               |               |               |               |               |               |
| 400m vrije slag     | S             | F             |               |               |               |               |               |               |               |               |               |               |               |               |               |               |
| 800m vrije slag     |               |               |               |               |               |               |               |               |               |               | S             |               |               | F             |               |               |
| 1500m vrije slag    |               |               | S             |               |               | F             |               |               |               |               |               |               |               |               |               |               |
| 50m rugslag         |               |               |               |               |               |               | S             | ½             |               | F             |               |               |               |               |               |               |
| 100m rugslag        |               |               | S             | ½             |               | F             |               |               |               |               |               |               |               |               |               |               |
| 200m rugslag        |               |               |               |               |               |               |               |               |               |               | S             | ½             |               | F             |               |               |
| 50m schoolslag      |               |               |               |               |               |               |               |               |               |               |               |               | S             | ½             |               | F             |
| 100m schoolslag     |               |               | S             | ½             |               | F             |               |               |               |               |               |               |               |               |               |               |
| 200m schoolslag     |               |               |               |               |               |               |               |               | S             | ½             |               | F             |               |               |               |               |
| 50m vlinderslag     |               |               |               |               |               |               |               |               |               |               | S             | ½             |               | F             |               |               |
| 100m vlinderslag    | S             | ½             |               | F             |               |               |               |               |               |               |               |               |               |               |               |               |
| 200m vlinderslag    |               |               |               |               |               |               | S             | ½             |               | F             |               |               |               |               |               |               |
| 200m wisselslag     | S             | ½             |               | F             |               |               |               |               |               |               |               |               |               |               |               |               |
| 400m wisselslag     |               |               |               |               |               |               |               |               |               |               |               |               |               |               | S             | F             |
| 4 × 100m vrije slag | S             | F             |               |               |               |               |               |               |               |               |               |               |               |               |               |               |
| 4 × 200m vrije slag |               |               |               |               |               |               |               |               | S             | F             |               |               |               |               |               |               |
| 4 × 100m wisselslag |               |               |               |               |               |               |               |               |               |               |               |               |               |               | S             | F             |

## Medailles
Legenda
- WR = Wereldrecord
- CR = Kampioenschapsrecord

### Mannen
| Onderdeel            | Goud | Goud           | Zilver | Zilver     | Brons | Brons      |
| -------------------- | --- | -------------- | --- | ---------- | --- | ---------- |
| Vrije slag           | |                | |            | |            |
| 50 m                 | Cameron McEvoy Australië | 21,14          | Benjamin Proud Verenigd Koninkrijk | 21,26      | Jack Alexy Verenigde Staten | 21,46      |
| 100 m                | David Popovici Roemenië | 46,51 CR,ER    | Jack Alexy Verenigde Staten | 46,92      | Kyle Chalmers Australië | 47,17      |
| 200 m                | David Popovici Roemenië | 1.43,53        | Luke Hobson Verenigde Staten | 1.43,84    | Tatsuya Murasa Japan | 1.44,54 NR |
| 400 m                | Lukas Märtens Duitsland | 3.42,35        | Samuel Short Australië | 3.42,37    | Kim Woo-min Zuid-Korea | 3.42,60    |
| 800 m                | Ahmed Jaouadi Tunesië | 7.36,88        | Sven Schwarz Duitsland | 7.39,96    | Lukas Märtens Duitsland | 7.40,19    |
| 1500 m               | Ahmed Jaouadi Tunesië | 14.34,41       | Sven Schwarz Duitsland | 14.35,69   | Bobby Finke Verenigde Staten | 14.36,60   |
| Rugslag              | |                | |            | |            |
| 50 m                 | Kliment Kolesnikov Neutrale atleten B | 24,17 CR       | Pieter Coetze Zuid-AfrikaPavel Samusenko Neutrale atleten B                                                                              | 24,17      | |            |
| 100 m                | Pieter Coetze Zuid-Afrika | 51,85 AF       | Thomas Ceccon Italië | 51,90      | Yohann Ndoye-Brouard Frankrijk                                                                                                   | 51,92 NR   |
| 200 m                | Hubert Kós Hongarije | 1.53,19 ER     | Pieter Coetze Zuid-Afrika | 1.53,26 AF | Yohann Ndoye-Brouard Frankrijk                                                                                                   | 1.54,62    |
| Schoolslag           | |                | |            | |            |
| 50 m                 | Simone Cerasuolo Italië | 26,54          | Kirill Prigoda Neutrale atleten B | 26,62      | Qin Haiyang China | 26,67      |
| 100 m                | Qin Haiyang China | 58,23          | Nicolò Martinenghi Italië | 58,58      | Denis Petrashov Kirgizië | 58,88 NR   |
| 200 m                | Qin Haiyang China | 2.07,41        | Ippei Watanabe Japan | 2.07,70    | Caspar Corbeau Nederland | 2.07,73    |
| Vlinderslag          | |                | |            | |            |
| 50 m                 | Maxime Grousset Frankrijk | 22,48 NR       | Noè Ponti Zwitserland | 22,51 NR   | Thomas Ceccon Italië | 22,67 NR   |
| 100 m                | Maxime Grousset Frankrijk | 49,62 ER       | Noè Ponti Zwitserland | 49,83      | Ilya Kharun Canada | 50,07      |
| 200 m                | Luca Urlando Verenigde Staten | 1.51,87        | Krzysztof Chmielewski Polen | 1.52,64    | Harrison Turner Australië | 1.54,17    |
| Wisselslag           | |                | |            | |            |
| 200 m                | Léon Marchand Frankrijk | 1.53,68        | Shaine Casas Verenigde Staten | 1.54,30    | Hubert Kós Hongarije | 1.55,34    |
| 400 m                | Léon Marchand Frankrijk | 4.04,73        | Tomoyuki Matsushita Japan | 4.08,32    | Ilia Borodin Neutrale atleten B                                                                                                  | 4.09,16    |
| Vrije slag estafette | |                | |            | |            |
| 4×100 m              | Australië Flynn Southam (47,77) Kai Taylor (47,04) Maximillian Giuliani (47,63) Kyle Chalmers (46,53)                                                     | 3.08,97 CR, OC | Italië Carlos D'Ambrosio (47,78) Thomas Ceccon (47,10) Lorenzo Zazzeri (47,36) Manuel Frigo (47,34) Leonardo Deplano                     | 3.09,58 NR | Verenigde Staten Jack Alexy (47,24) Patrick Sammon (47,03) Chris Guiliano (47,43) Jonny Kulow (47,94) Shaine Casas Destin Lasco  | 3.09,64    |
| 4×200 m              | Verenigd Koninkrijk Matt Richards (1.45,37) James Guy (1.45,00) Jack McMillan (1.45,65) Duncan Scott (1.43,82) Evan Jones Tom Dean                        | 6.59,84        | China Ji Xinjie (1.46,22) Pan Zhanle (1.44,41) Wang Shun (1.46,08) Zhang Zhanshuo (1.44,20) Fei Liwei                                    | 7.00,91 AS | Australië Flynn Southam (1.45,85) Charlie Hawke (1.45,57) Kai Taylor (1.44,64) Maximillian Giuliani (1.44,92) Edward Sommerville | 7.00,98    |
| Wisselslagestafette  | |                | |            | |            |
| 4×100 m              | Neutrale atleten B Miron Lifintsev (52,44) Kirill Prigoda (57,92) Andrey Minakov (50,17) Egor Kornev (46,40) Kliment Kolesnikov Ivan Kozhakin Ivan Giryov | 3.26,93 CR,ER  | Frankrijk Yohann Ndoye-Brouard (52,26) Léon Marchand (58,44) Maxime Grousset (49,27) Yann Le Goff (47,99) Jérémie Delbois Clément Secchi | 3.27,96 NR | Verenigde Staten Tommy Janton (53,37) Josh Matheny (59,00) Dare Rose (50,30) Jack Alexy (45,95) Campbell McKean                  | 3.28,62    |

### Vrouwen
| Onderdeel            | Goud | Goud           | Zilver | Zilver      | Brons | Brons    |
| -------------------- | --- | -------------- | --- | ----------- | --- | -------- |
| Vrije slag           | |                | |             | |          |
| 50 m                 | Meg Harris Australië | 24,02          | Qingfeng WU China | 24,26       | Yujie Cheng China | 24,28    |
| 100 m                | Marrit Steenbergen Nederland | 52,55          | Mollie O'Callaghan Australië | 52,67       | Torri Huske Verenigde Staten | 52,89    |
| 200 m                | Mollie O'Callaghan Australië | 1.53,48        | Li Bingjie China | 1.54,52     | Claire Weinstein Verenigde Staten | 1.54,67  |
| 400 m                | Summer McIntosh Canada | 3.56,26        | Li Bingjie China | 3.58,21 AS  | Katie Ledecky Verenigde Staten | 3.58,49  |
| 800 m                | Katie Ledecky Verenigde Staten | 8.05,62 CR     | Lani Pallister Australië | 8.05,98     | Summer McIntosh Canada | 8.07,29  |
| 1500 m               | Katie Ledecky Verenigde Staten | 15.26,44       | Simona Quadarella Italië | 15.31,79 ER | Lani Pallister Australië | 15.41,18 |
| Rugslag              | |                | |             | |          |
| 50 m                 | Katharine Berkoff Verenigde Staten | 27,08          | Regan Smith Verenigde Staten | 27,25       | Letian Wan China | 27,30    |
| 100 m                | Kaylee McKeown Australië | 57,16 OC       | Regan Smith Verenigde Staten | 57,35       | Katharine Berkoff Verenigde Staten                                                                                                   | 58,15    |
| 200 m                | Kaylee McKeown Australië | 2.03,33 CR     | Regan Smith Verenigde Staten | 2.04,29     | Claire Curzan Verenigde Staten | 2.06,04  |
| Schoolslag           | |                | |             | |          |
| 50 m                 | Ruta Meilutyte Litouwen | 29,55          | Qianting Tang China | 30,03       | Benedetta Pilato Italië | 30,14    |
| 100 m                | Anna Elendt Duitsland | 1.05,19 NR     | Kate Douglass Verenigde Staten | 1.05,27     | Tang Qianting China | 1.05,64  |
| 200 m                | Kate Douglass Verenigde Staten | 2.18,50        | Evgeniia Chikunova Neutrale atleten B | 2.19,96     | Kaylene Corbett Zuid-AfrikaAlina Zmushka Neutrale Atleten A                                                                          | 2.23,52  |
| Vlinderslag          | |                | |             | |          |
| 50 m                 | Gretchen Walsh Verenigde Staten | 24,83          | Alexandria Perkins Australië | 25,31       | Roos Vanotterdijk België | 25,43    |
| 100 m                | Gretchen Walsh Verenigde Staten | 54.73 CR       | Roos Vanotterdijk België | 55.84 NR    | Alexandria Perkins Australië | 56.33    |
| 200 m                | Summer McIntosh Canada | 2.01,99 CR, AR | Regan Smith Verenigde Staten | 2.04,99     | Elizabeth Dekkers Australië | 2.06,12  |
| Wisselslag           | |                | |             | |          |
| 200 m                | Summer McIntosh Canada | 2:06.69        | Alex Walsh Verenigde Staten | 2:08.58     | Mary-Sophie Harvey Canada | 2:09.15  |
| 400 m                | Summer McIntosh Canada | 4.25,78 CR     | Jenna Forrester AustraliëMio Narita Japan | 4.33,26     | |          |
| Vrije slag estafette | |                | |             | |          |
| 4×100 m              | Australië Mollie O'Callaghan (52,79) Meg Harris (51,87) Milla Jansen (52,89) Olivia Wunsch (53,05) Abbey Webb Hannah Casey                                       | 3.30,60        | Verenigde Staten Simone Manuel (53,09) Kate Douglass (51,90) Erin Gemmell (53,17) Torri Huske (52,88)                                                    | 3.31,04     | Nederland Milou van Wijk (52,37) Tessa Giele (54,13) Sam van Nunen (54,85) Marrit Steenbergen (51,64) Femke Spiering                 | 3.33,89  |
| 4×200 m              | Australië Lani Pallister (1.54,77) Jamie Perkins (1.55,13) Brittany Castelluzzo (1.56,01) Mollie O'Callaghan (1.53,44) Abby Webb Milla Jansen Hannah Casey       | 7.39,35        | Verenigde Staten Claire Weinstein (1.54,83) Anna Peplowski (1.54,75) Erin Gemmell (1.56,72) Katie Ledecky (1.53,71) Simone Manuel Anna Moesch Bella Sims | 7.40,01 AR  | China Liu Yaxim (1.55,94) Yang Peiqi (1.55,84) Yu Yiting (1.56,37) Li Bingjie (1.54,84) Yu Zidi Wu Qingfeng                          | 7.42,99  |
| Wisselslagestafette  | |                | |             | |          |
| 4×100 m              | Verenigde Staten Regan Smith (57,57) Kate Douglass (1.04,27) Gretchen Walsh (54,98) Torri Huske (52,52) Katharine Berkoff Lilly King Claire Curzan Simone Manuel | 3.49,34 WR     | Australië Kaylee McKeown (57,69) Ella Ramsey (1.06,49) Alexandria Perkins (56,26) Mollie O'Callaghan (52,23) Sienna Toohey                               | 3.52,67     | China Peng Xuwei (59,94) Tang Qianting (1.05,48) Zhang Yufei (56,32) Cheng Yujie (53,03) Wan Letian Yang Chang Yu Yiting Wu Qingfeng | 3.54,77  |

### Gemengd
| Onderdeel            | Goud | Goud           | Zilver | Zilver     | Brons | Brons   |
| -------------------- | --- | -------------- | --- | ---------- | --- | ------- |
| Vrije slag estafette | |                | |            | |         |
| 4×100 m              | Verenigde Staten Jack Alexy (46,91) Patrick Sammon (46,70) Kate Douglass (52,43) Torri Huske (52,44) Chris Guiliano Jonny Kulox Simone Manuel       | 3.18,48 WR     | Neutrale atleten Egor Kornev (47,69) Ivan Giryov (47,08) Daria Trofimove (52,42) Daria Klepikova (52,49) Vladislav Grinev Alina Gaifutdinova Milana Stepanova | 3.19,68 ER | Frankrijk Maxime Grousset (47,62) Yann Le Goff (47,77) Marie Wattel (52,74) Béryl Gastaldello (53,22) Rafael Fente-Damers Albane Cachot | 3.21,35 |
| Wisselslagestafette  | |                | |            | |         |
| 4×100 m              | Neutrale vlag Miron Lifintsev (51,78) Kirill Prigoda (57,56) Daria Klepikova (55,97) Daria Trofimova (52,66) Danil Semianinov Aleksandra Kuznetsova | 3.37,97 CR, NR | China Xu Jiayu (53,23) Qin Haiyang (58,14) Zhang Yufei (55,96) Wu Qingfeng (52,66) Dong Zhihao Yu Yiting Cheng Yujie                                          | 3.39,99    | Canada Kylie Masse (58,69) Oliver Dawson (59,63) Johua Liendo (49,64) Taylor Ruck (52,94) Ingrid Wilm Brooklyn Douthwright              | 3.40,90 |

### Medaillespiegel
| Plaats | Land                | Goud | Zilver | Brons | Totaal |
| 1      | Verenigde Staten    | 9    | 11     | 9     | 29     |
| 2      | Australië           | 8    | 6      | 6     | 20     |
| 3      | Frankrijk           | 4    | 1      | 3     | 8      |
| 4      | Canada              | 4    | 0      | 4     | 8      |
| 5      | Neutrale atleten B  | 3    | 4      | 1     | 8      |
| 6      | China               | 2    | 6      | 6     | 14     |
| 7      | Duitsland           | 2    | 2      | 1     | 5      |
| 8      | Tunesië             | 2    | 0      | 0     | 2      |
| 8      | Roemenië            | 2    | 0      | 0     | 2      |
| 10     | Italië              | 1    | 4      | 2     | 7      |
| 11     | Zuid-Afrika         | 1    | 2      | 1     | 3      |
| 12     | Verenigd Koninkrijk | 1    | 1      | 0     | 2      |
| 13     | Nederland           | 1    | 0      | 2     | 3      |
| 14     | Hongarije           | 1    | 0      | 1     | 2      |
| 15     | Litouwen            | 1    | 0      | 0     | 1      |
| 16     | Japan               | 0    | 3      | 1     | 4      |
| 17     | Zwitserland         | 0    | 2      | 0     | 2      |
| 18     | België              | 0    | 1      | 1     | 2      |
| 19     | Polen               | 1    | 0      | 1     | 2      |
| 20     | Kirgizië            | 0    | 0      | 1     | 1      |
| 20     | Neutrale atleten A  | 0    | 0      | 1     | 1      |
| 20     | Zuid-Korea          | 0    | 0      | 1     | 1      |
| Totaal | Totaal              | 42   | 44     | 41    | 127    |

Klifduiken · Openwaterzwemmen · Schoonspringen · Synchroonzwemmen · Waterpolo · Zwemmen
Langebaan (50 meter):

mannen · vrouwen

Belgrado 1973 · 
Cali 1975 · 
West-Berlijn 1978 · 
Guayaquil 1982 · 
Madrid 1986 · 
Perth 1991 · 
Rome 1994 · 
Perth 1998 · 
Fukuoka 2001 · 
Barcelona 2003 · 
Montréal 2005 · 
Melbourne 2007 · 
Rome 2009 · 
Shanghai 2011 · 
Barcelona 2013 · 
Kazan 2015 · 
Boedapest 2017 ·
Gwangju 2019 · 
Boedapest 2022 · 
Fukuoka 2023 · 
Doha 2024 · 
Singapore 2025

Kortebaan (25 meter): 

Palma de Mallorca 1993 · 
Rio de Janeiro 1995 · 
Gotenburg 1997 · 
Hongkong 1999 · 
Athene 2000 · 
Moskou 2002 · 
Indianapolis 2004 · 
Shanghai 2006 · 
Manchester 2008 · 
Dubai 2010 · 
Istanboel 2012 · 
Doha 2014 · 
Windsor 2016 · 
Hangzhou 2018 · 
Abu Dhabi 2021 · 
Melbourne 2022 · 
Boedapest 2024